# Al-Ballisiyya
Al-Ballisiyya fue una poetisa árabe-andalusí del siglo XII.

## Biografía.
Se ignora su nombre propio, por eso se la conoce por un patronímico. Era procedente de Vélez, Málaga, donde seguramente residió durante toda su vida.
Creó algunos poemas de cuando esta era virgen y vivía en casa de su padre. Sin embargo de sus poemas solo se ha conservado uno.
Es la única poetisa de la que se dice que era analfabeta.